# Richard Stöhr

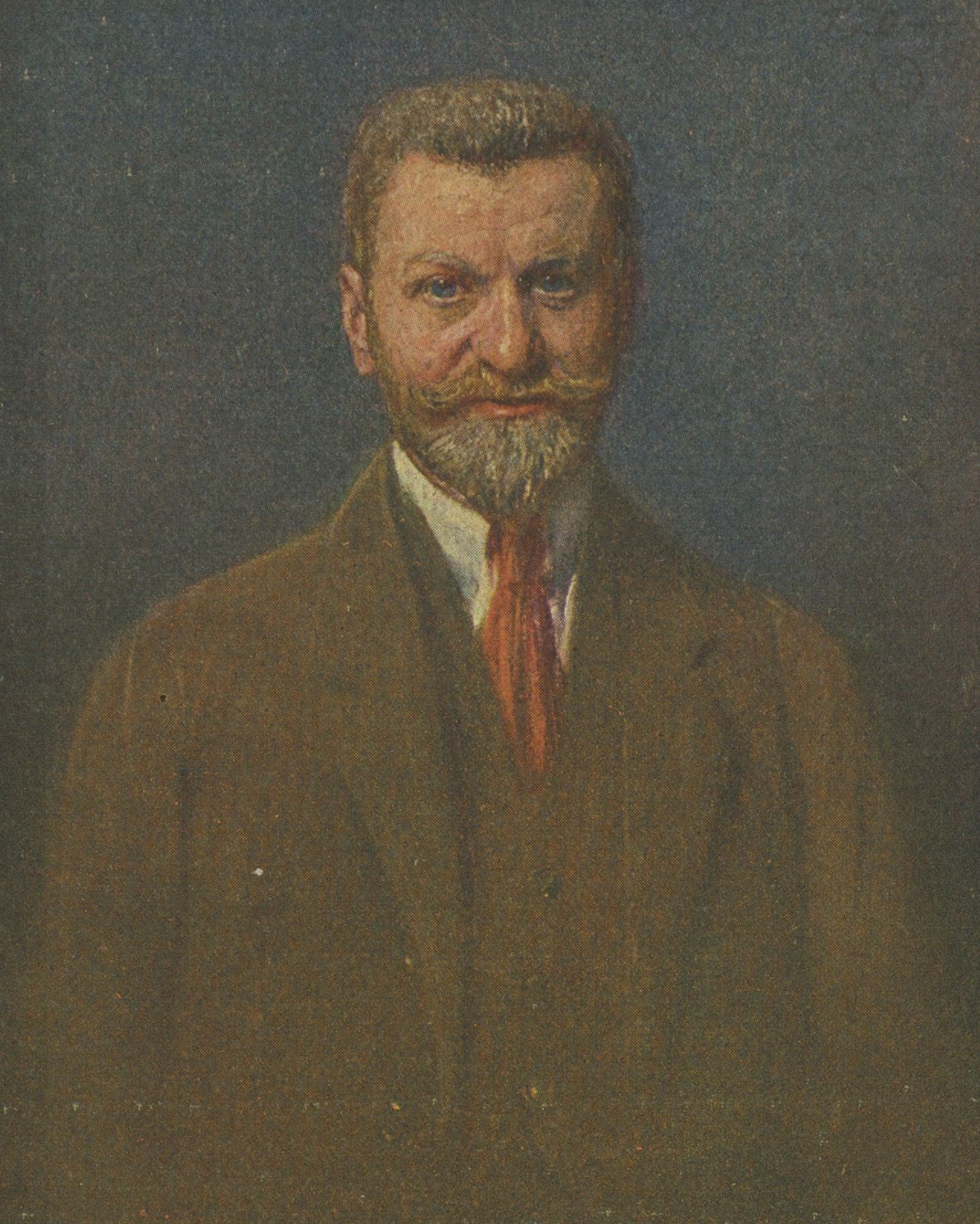
Richard Stöhr, Gemälde von Tom von Dreger

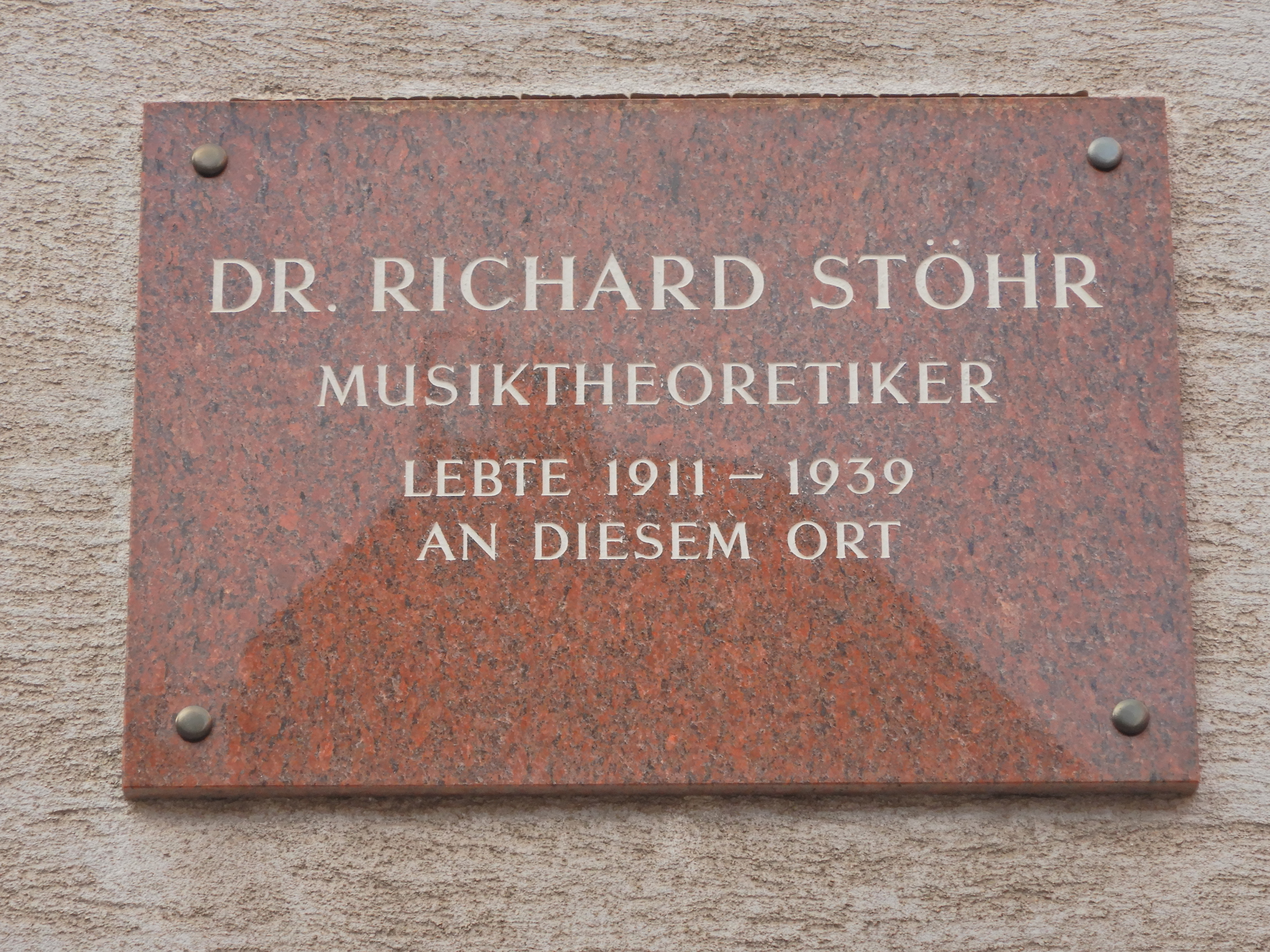
Gedenktafel für Richard Stöhr am Haus IV., Karolinengasse 14

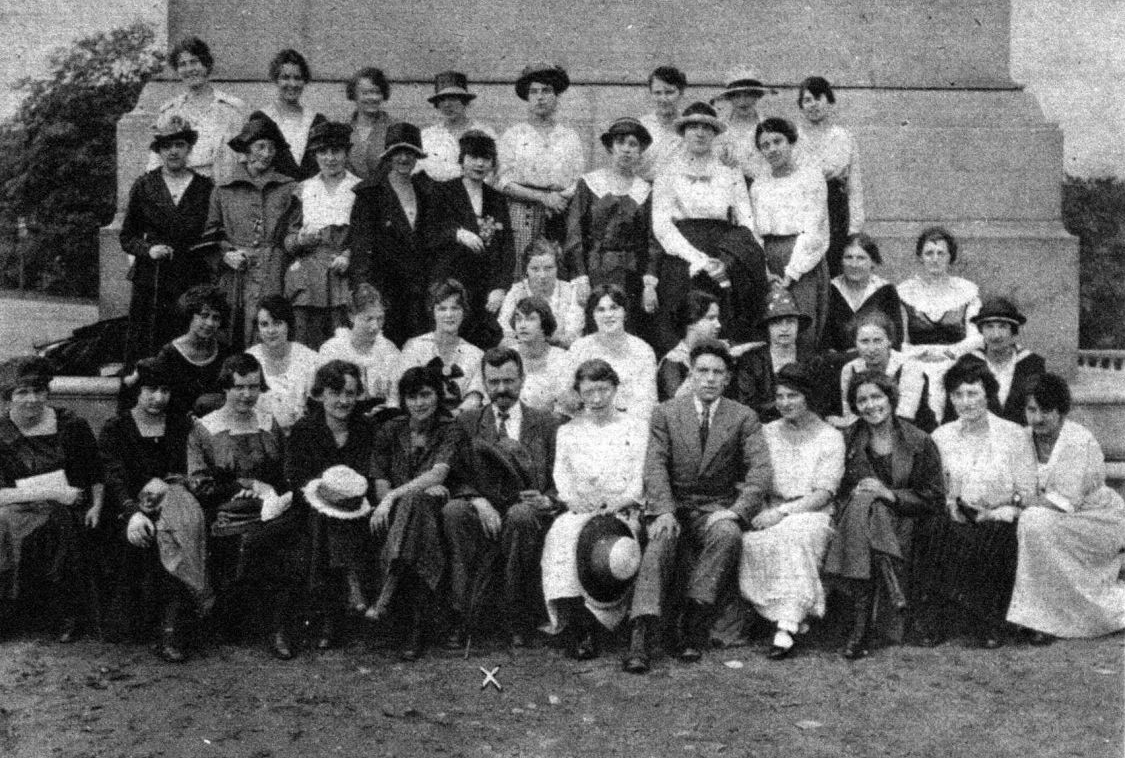
Wiener Musikakademikerinnen in Norwegen, mit Richard Stöhr (Mitte) und Walter Pfund

Richard Franz Stöhr (geboren als Richard Franz Stern 11. Juni 1874 in Wien, Österreich-Ungarn; gestorben 11. Dezember 1967 in Montpelier, Vermont) war ein österreichisch-amerikanischer Musiktheoretiker und Komponist. 

## Leben
Stöhr studierte zunächst Medizin an der Universität Wien und wurde 1898 promoviert. Daneben studierte er Komposition bei Robert Fuchs an der Akademie für Musik und darstellende Kunst Wien. Er wirkte dort ab 1900 als Lehrer für Musiktheorie und Kontrapunkt sowie musikalische Formenlehre (1904–1938), 1915 wurde er Assistenzprofessor.
Unter seinen Schülern waren Herbert von Karajan, Rudolf Serkin, Erich Leinsdorf, Samuel Barber, Erich Zeisl, Artur Rodziński, Isolde Ahlgrimm, Franz Samohyl, Marcel Rubin, Walter Pfund, Hedy Kempny, Louis Horst, Marlene Dietrich, Alois Hába, Hellmut Federhofer, Franz Schütz, Leonard Bernstein und Eugene Bossart.
Nach seiner Zwangspensionierung 1938 emigrierte er im Jahr darauf in die USA. Dort lehrte er bis 1941 am Curtis Institute of Music in Philadelphia und bis 1950 am Saint Michael’s College Vermont.